# Johann Andreas Stein

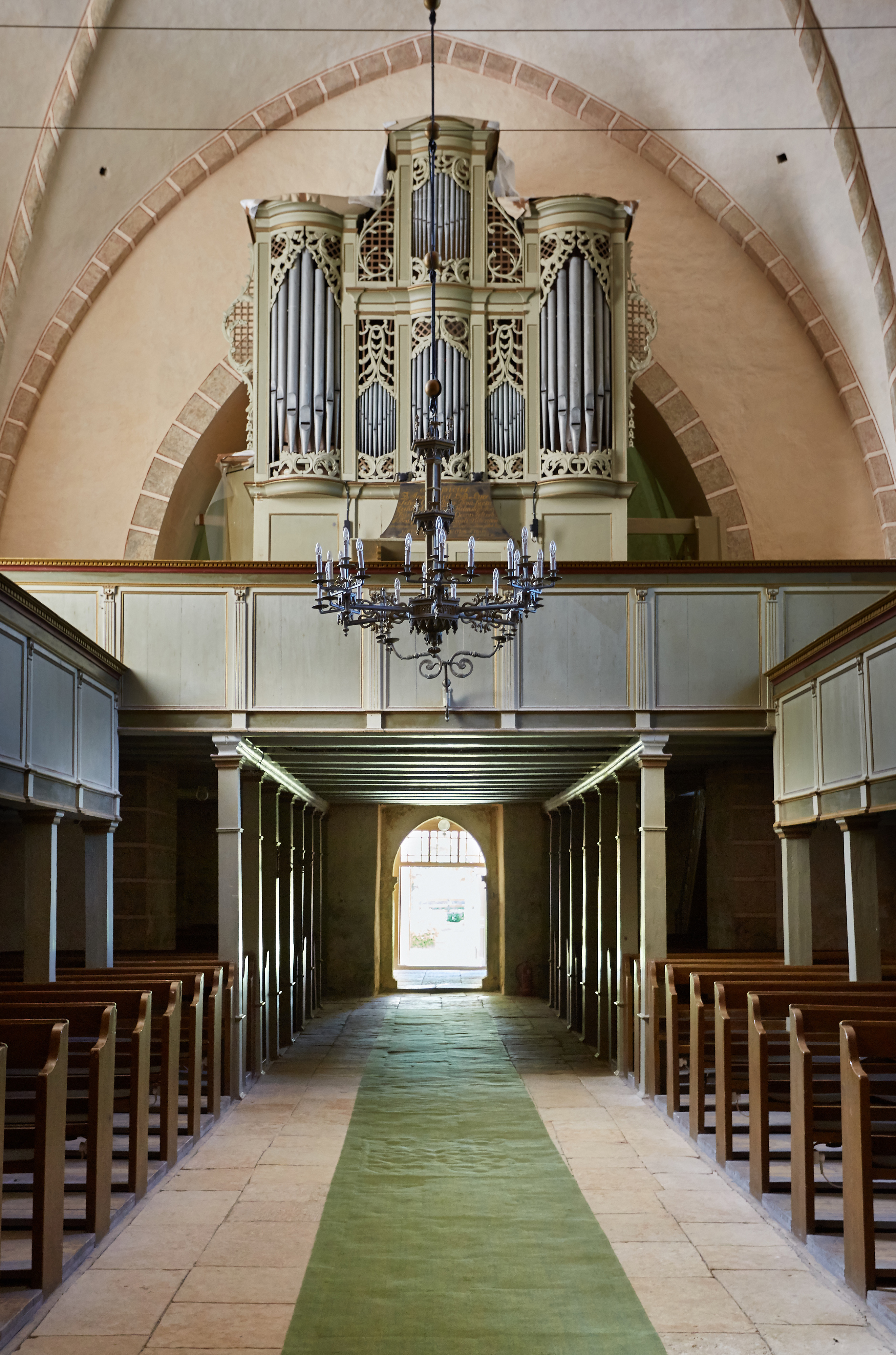
Orgeln i Kielkonna. Estlands äldsta bevarade orgel.

Johann Andreas Stein, född 1752 i Heidelsheim, Kurpfalz, död 1821, var en tysk orgelbyggare i Baltikum.

## Biografi
Johann Andreas Stein kom från en badisk orgelbyggarfamilj, brodern Georg Marcus Stein (1738–1794) blev senare orgelbyggare i Durlach.  Johann Andreas Stein åkte i mitten av 1770-talet till Heinrich Andreas Contius i Riga, med vilken han byggde flera orglar.  Båda hade sin verkstad i Wolmar (nuvarande Valmiera, Lettland) sedan 1780, och Stein hade arbetat från omkring 1786 ensam där. Omkring år 1800 flyttade han till Pernau (nuvarande Pärnu, Estland).

## Orglar (urval)
Johann Andreas Stein byggde orglar i den dåvarande ryska guvernementet Livland, idag i Lettland och Estland. Instrumenten har bevarats i Kihelkonna, det äldsta befintliga orgeln i Estland, och i Käsmu (tidigare i Reval, St. Michael), samt delar av det stora orgelverket i Liepāja (Libau), där han hade deltagit.
| år             | plats                                     | byggnad                      | bild | handböcker | Registrera | Anmärkningar |
| -------------- | ----------------------------------------- | ---------------------------- | ---- | ---------- | ---------- | --- |
| fram till 1779 | Libau, idag Liepāja, Lettland             | Heliga trefaldighetskyrkan   |      | II / P     | 38         | Tillverkad av Heinrich Andreas Contius, varefter orgeln utvidgades flera gånger för att bli världens största mekaniska orgelverk. |
| 1780           | Wolmar, idag Valmiera, Lettland           | Sankt Simonis kyrka          |      |            |            | Tillsammans med Heinrich Andreas Contius. Förmodligen inte bevarad.                                                               |
| 1783           | Riga, idag Lettland                       | Reformerta kyrkan            |      | II / P     | 14         | Tillsammans med Heinrich Andreas Contius. Inte bevarad.                                                                           |
| 1786           | Wenden, idag Cēsis, Lettland              | Sankt Johanneskyrkan         |      |            |            | Förmodligen inte bevarad. |
| 1787           | Wohlfahrt, i dag Ēvele, Lettland          | Kyrka                        |      |            |            | Ensam. |
| 1804           | Stora Johannes, idag Suure-Jaani, Estland | Kyrka                        |      |            |            | Inte bevarad. |
| 1805           | Kielkond, nu Kihelkonna, Estland          | Sankt Michaels kyrka         |      | I / P      | 12th       | i Rococo-broschyr, äldsta överlevande organ i Estland, restaurerad 2007 av Alexander Eckert                                       |
| 1806           | Nüggen, idag Nõo                          | Kyrka                        |      |            |            | Inte bevarad |
| 1812           | Reval, nu Tallinn                         | Nikolaikyrkan                |      | II / P     | 28         | Inte bevarad. |
| 1813-1814      | Reval, nu Tallinn                         | Svenska kyrkan Sankt Michael |      |            |            | Med pipor och butik från 1800-talet, 1895 genomfördes efter Käsmu, idag II / P, 18, återställd.                                   |